# Pop-art

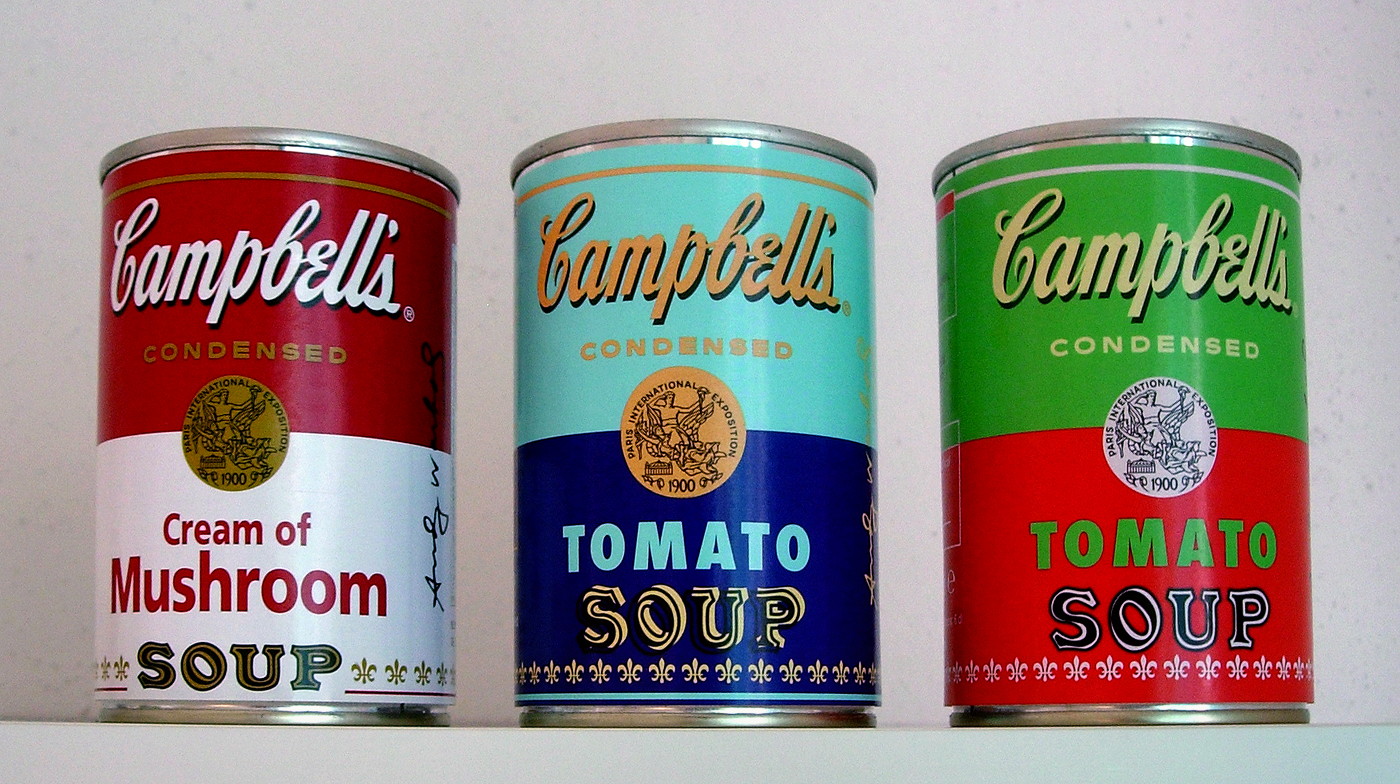
Andy Warhol: Campbell's Soup Cans

A pop-art művészeti irányzat az 1950-es évek második felében született meg az Egyesült Királyságban, majd az USA-ban is megjelent. Az új stílus, mely részben a dadaizmusban és a szürrealizmusban gyökerezik, néhány év leforgása alatt nemzetközivé szélesedett. Az elnevezés a popular rövidítéséből keletkezett, ami népszerűt jelent. A pop-art lényegét Robert Rauschenberg amerikai művész fejtette ki:„Nem akarom, hogy a kép olyan legyen, amilyen nincs. Szerintem a kép valódibb, ha a valós világ részeiből készül.”

## Alkotás módszerei és célja

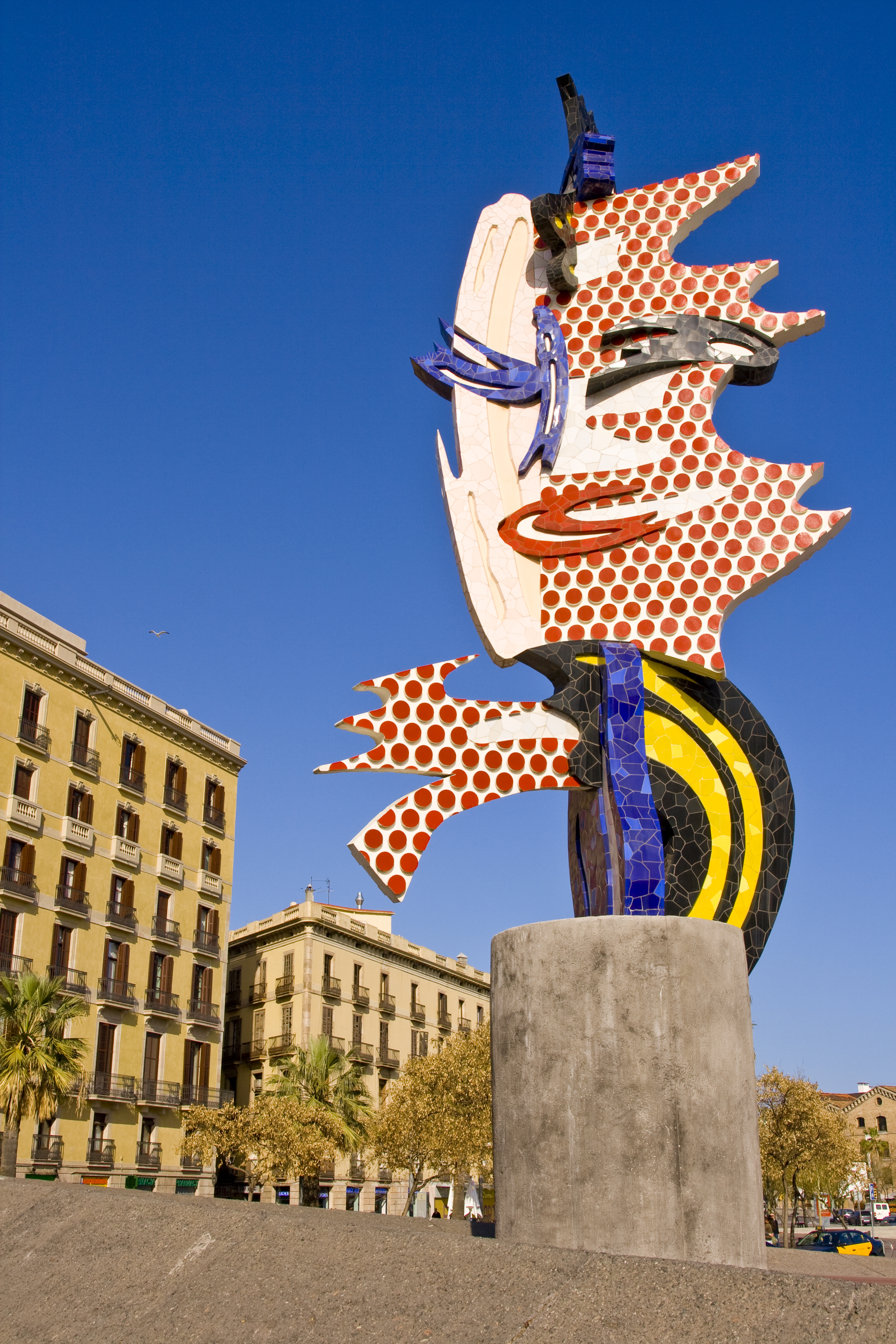
Roy Lichtenstein La Cara de Barcelona
(1992, beton és kerámia)

A pop-art anyagait a popkultúra termékeiből meríti. Ezek az anyagok, amelyek a mindennapi életben is nagy szerepet játszanak: az utca, a lakás tárgyai, plakátok, képregények, zászlók, hirdetések, jelszavak stb. A pop-artban gyakran jelennek meg reklámokban használt képek, még a termékek címkézése és logói is jól láthatók, mint például Andy Warhol Campbell's Soup Cans c. művén. Akár a kiskereskedelemben forgalmazott élelmiszerek szállítódobozain lévő címkéket is felhasználták pop-art témaként, ahogy azt Warhol 1964-ben készült Campbell's Tomato Juice Box c. alkotása mutatja. A pop-artban viszont a vizuális anyagot gyakran kiemelik ismert kontextusából, elszigetelik, vagy nem kapcsolódó anyagokkal kombinálják. A pop kultúra látványelemeinek felhasználásával kihangsúlyozza azok banális vagy giccses elemeit, gyakran az irónia segítségével.
A pop-art technikája széles: valóságos tárgyakat vesz át változtatás nélkül, újra előállítja a pontos másukat (pseudo-tárgyak), gyakran eredeti rendeletésüktől eltérő helyen, konstrukcióban alkalmazza őket (assemblage-ok), vagy festői, illetve szobrászi kompozícióba helyezi (combine-paiting). A művészek olykor különböző, egy síkra ragasztott anyagok, például plakátok letépéséből alakítják a kompozíciót, ezt décollage-nek nevezik.
Ha a pop-art művész tájképet fest, akkor például az üzemanyagtöltő állomás, közúti jelekkel teletűzdelt út, ha csendéletet, azon konzerv, és Coca-Cola található, az emberi alak pedig filmsztár, pop-énekes, vagy a modern világ valamelyik más eszményképe, képregényhős, a sajtóból vagy a televízióból ismert alak. A valós tárgyra helyezi a hangsúlyt. A pop-art olyan tárgyakat is igénybe vehet, mint például villamos tűzhely, kávéscsésze, vagy rúzs.
A tárgyat tiszta színekkel, világos viszonyrendszerben festi. Ez a művészet mind a tartalmát, mind kifejezésmódját tekintve érthető az emberek számára. Ebben a műfajban nincs különbség a festészet és a szobrászat között. Aki szobrásznak tartja magát, az fest is, és fordítva. Georges Segal például emberi alakokat öntött ki gipszből, és azután valós környezetbe, liftbe, pulthoz, autóbuszba helyezte őket. Segal művei a happeninghez hasonlóan a színművészethez közelednek.
A pop-art alapmagatartása hangos, sokszor brutális tiltakozás a modern társadalom elidegenedettsége, a közhelyek uralma, az elcsépelt művészi formák ellen. A felfogása és célzata viszont nem teljesen egységes, irányzatainak skálája a cinikustól a tragikusig terjed. Akár talált tárgyakból készült alkotásaik miatt a dadaizmushoz is hasonlítják, de tekintik azt az absztrakt expresszionizmus uralkodó eszméire adott válasznak is, ill. a minimalizmussal együtt a posztmodern előzményének.
A stílus leghíresebb képviselője Andy Warhol, aki a hatvanas-hetvenes évek popkulturális elemeit használta fel, beleértve politikai figurákat, filmsztárokat vagy híres márkákat.

## Híres művészek
- Christian Ludwig Attersee
- Peter Blake
- Derek Boshier
- Patrick Caulfield
- Dimitrios
- Jim Dine
- Marisol Escobar
- Red Grooms
- Philip Guston
- Keith Haring
- Julian Murphy
- Richard Hamilton
- Robert Indiana
- Jasper Johns
- Allen Jones
- Yayoi Kusama
- Roy Lichtenstein
- Peter Max
- Murakami Takasi
- Yoshitomo Nara
- Claes Oldenburg
- Eduardo Paolozzi
- Hariton Pushwagner
- Mel Ramos
- Robert Rauschenberg
- James Rosenquist
- Ed Ruscha
- Wayne Thiebaud
- Andy Warhol
- Tom Wesselmann

### Magyar művészek
- Gyémánt László
- Lakner László
- Tót Endre
- Gyuricza Gergely
- Konkoly Gyula
- Jovánovics György
- Halász Károly
- Pinczehelyi Sándor
- Varga Enikő
- Bernhardt Veronika
- Túry Mária

## Rokon jelenségek
Combine painting – összerakott kép az ´50-es évek végétől. Robert Rauschenberg amerikai művész alakította ki. Festményei felszínére újságfotókat ragasztott és különböző tárgyakat ragasztott (kollázselv). A különféle tárgytöredékek, háromdimenziós elemek a valóságos térbe való kilépés felé billentik el a művet.
Assemblage – az ötvenes évek elejétől kialakuló plasztikai irány. Különböző tárgy- és anyaghalmaz, a valóságból átemelt tárgyak, tárgytöredékek, anyagok egymás mellé rendelésével alakított plasztikus kép. 
- Joseph Cornell (1903-1972): Cím nélkül (1950 k.)
- Arman: A borotvapamacsok Venusa (1969)

Environment – téralakítás, berendezett tér a ´60-as évektől. Lényege, hogy a tárgyak lekerülnek a falról, és velük akár egy teremben vagy a szabadban már egy tér kialakítása lesz a feladat. Egyrészt egyéni mitológiák hátteréül szolgál, másrészt egyfajta mágikus-allegorikus tárgyértelmezéshez kapcsolódik. 
- Georges Segal: Ebédlőasztal (1962); Buszozók (1964)
- Gulyás Gyula: Brigád (1979)

Nouveau realisme – új realizmus 1960-. Az új realisták kinyilvánítják a művészet és az élet, az esztétikum és a praktikum azonosításának a vágyát, a használati tárgy és a műtárgy azonos értékét. Jelszavuk: „Mindenki művész, minden művészet.” Legfőbb eszköze a tárgyak torzítása, rombolása, valamint az irónia. 
- Duana Hanson: Nő bevásárlókocsival (1970); Mosónő (1976)
- Daniel Spoerri: Asztal (1980)

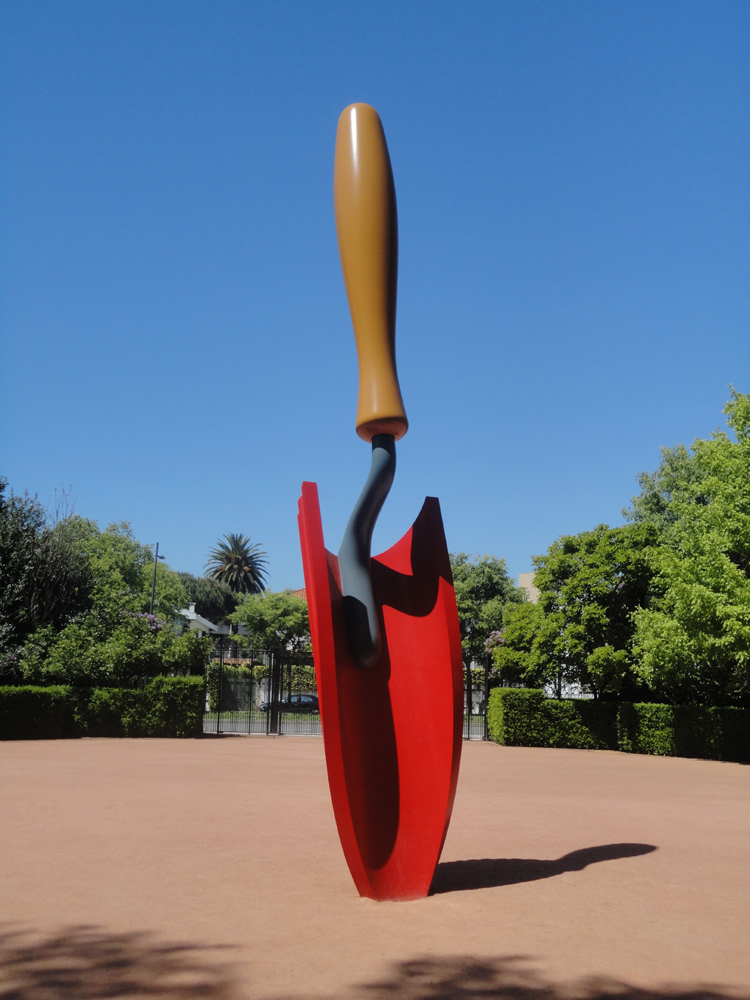
Claes Oldenburg Sadilica
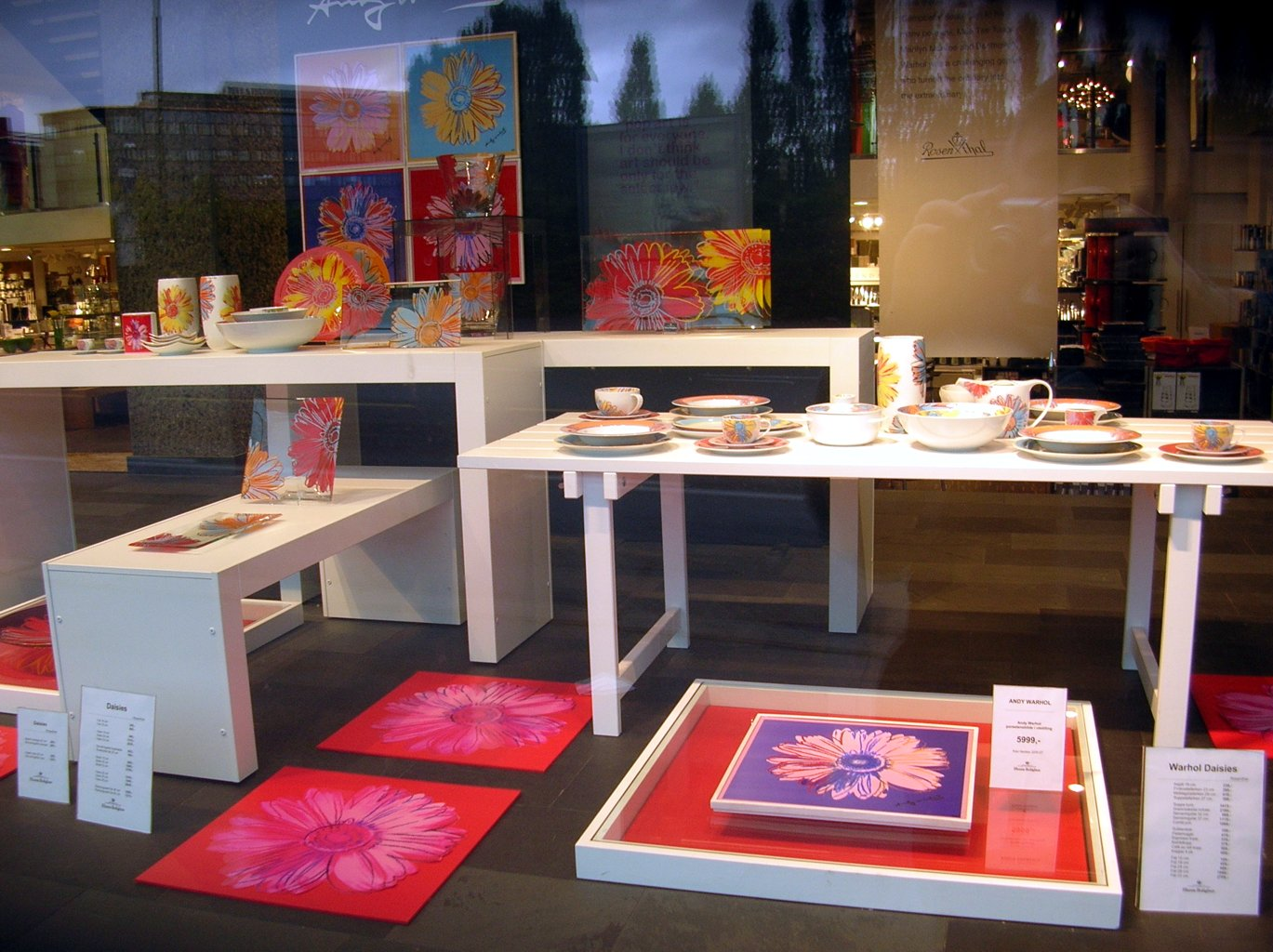
Andy Warhol design Oslo
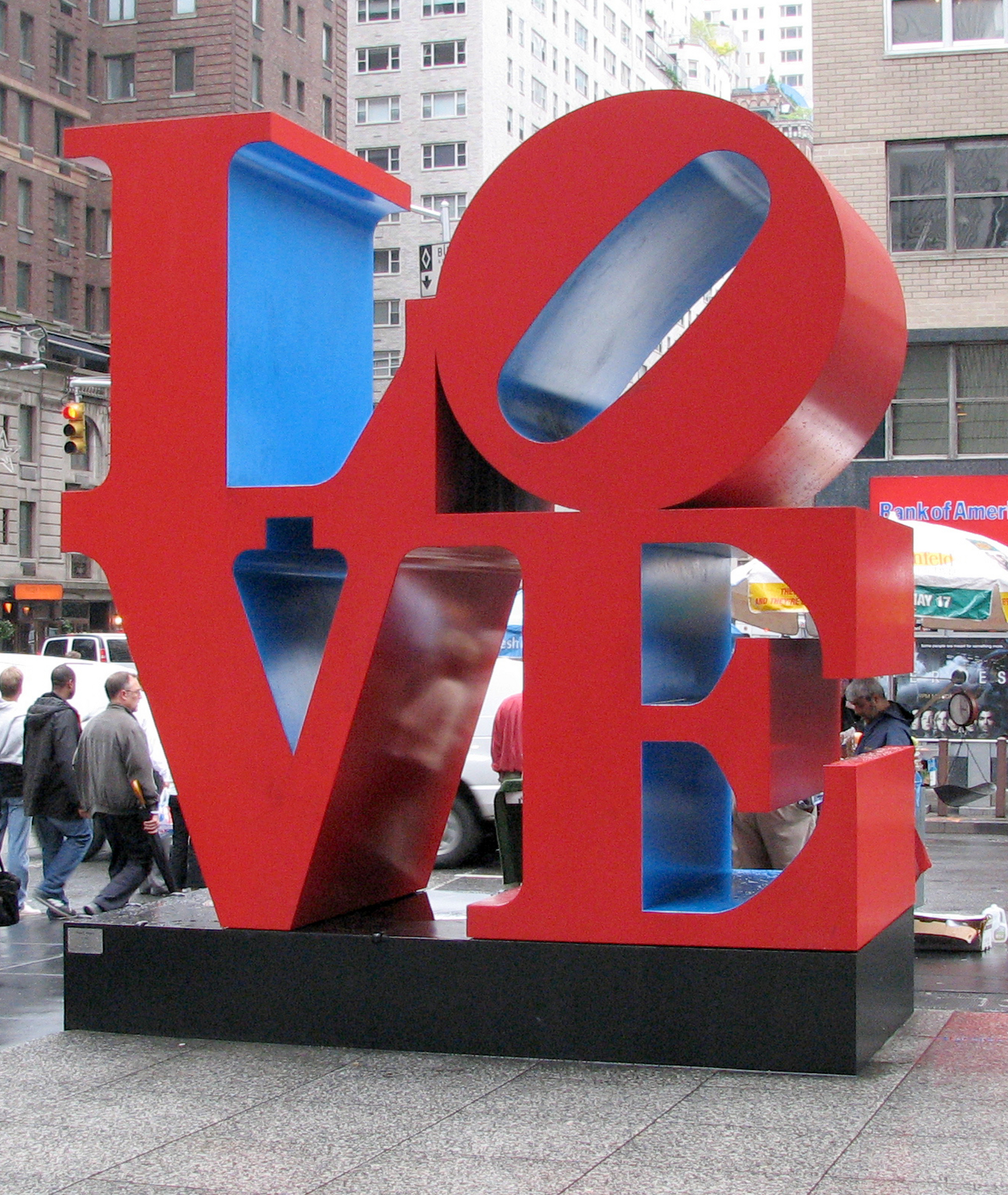
Robert Indiana Love New York City (2011)